# Belo Jardim
Belo Jardim là một đô thị thuộc bang Pernambuco, Brasil. Đô thị này có diện tích 653,6 km², dân số năm 2007 là 70310 người, mật độ 107,57 người/km².